# Quand les arbres étaient grands

Quand les arbres étaient grands (en russe : Когда деревья были большими, Kogda derevya byli bolshimi) est un film dramatique soviétique réalisé par Lev Koulidjanov et sorti en 1962,.
Le film est projeté au Festival de Cannes 1962.
Loudmila Tchoursina tient le premier rôle de sa carrière dans ce film qui est aussi l'un des premiers de Youri Nikouline. L'actrice Inna Goulaia, grâce à son rôle de Natacha, tient l'un des rôles les plus importants de sa carrière.

## Synopsis
Kuzma Kuzmich Iordanov, de désespoir d'avoir perdu sa femme au cours de la Seconde Guerre mondiale, s'adonne à la boisson et survit grâce à des petits boulots. Un jour, il aide une dame âgée à transporter une machine à laver chez elle, mais en tentant de la rattraper, il chute et se blesse assez sévèrement. Hospitalisé, il reçoit la visite de la dame qui lui raconte l'histoire de sa vie, ainsi que celle de Natasha, une pauvre orpheline de son village. Il décide de s'y rendre et de faire croire qu'il est son père. Natasha le croit tellement, que Kuzma décide de changer de vie et de se maintenir sur le bon chemin.

## Fiche technique
- Titre : Quand les arbres étaient grands
- Titre original  : Kogda derevya byli bolshimi
- Réalisation : Lev Koulidjanov
- Scénario : Nikolaï Figourovski (ru)
- Producteur : Lev Koulidjanov
- Directeur de la photo : Valeri Guinzbourg
- Décors : Piotr Galadjev
- Musique : Leonid Afanassiev
- Ingénieur du son : Dmitri Belevitch
- Montage : Natalia Loguinova
- Production : Studios Gorki
- Année de sortie : 1962
- Durée : 95 minutes
- Pays de production :  Union soviétique
- Langue : russe

## Distribution
- Inna Goulaia : Natacha, fille adoptive de Kuzma Kuzmich
- Youri Nikouline : Kuzma Kuzmich Iordanov
- Leonid Kouravliov : Lenka, femme de Natacha
- Ekaterina Mazourova : Anastasia Borisovna
- Vassili Choukchine : le président du kolkhoze
- Loudmila Tchoursina : Zoia
- Ielena Koroliova : Niourka
- Viktor Pavlov : facteur
- Evgenia Melnikova : chef du wagon
- Arkadi Troussov : Grigori Martynovski
- Pavel Chalnov : agent de milice
- Georgi Chapovalov : cheminot
- Marina Gavrilko : voisine de Kuzma Kuzmich
- Danuta Stoliarskaïa : voisine de Kuzma Kuzmich
- Vera Orlova : gardienne